# Все острова!
«Все острова!» — второй студийный альбом российской рок-группы «Элизиум», впервые выпущенный лейблом FeeLee Records 1 марта 2002 года. В 2004 году альбом был переиздан лейблом «АиБ Records».
«Элизиум» называет «Все острова!» своей «по-настоящему дебютной» студийной работой, значительно отличающейся от первого альбома «Домой!» 1998 года. На втором альбоме группа стала исполнять песни в стиле поп-панка, ска-панка и регги, продвигаясь в сторону смешанного музыкального жанра, впоследствии названного ею «космос-роком». К выходу альбома «Все острова!» также значительно поменялся состав «Элизиума»: Александр Телехов сделался основным вокалистом группы (на данном альбоме выступая дуэтом с Юрием Девятовым), гитарист Сергей Сухонин стал её постоянным участником, появились исполнители духовой секции — трубач Александр Комаров и тромбонист Сергей Тремасов. Множество сессионных участников, в том числе бывшая певица и гитаристка «Элизиума» Екатерина Зудина, приняли участие в записи альбома.
Несколько песен альбома — в частности «Три белых коня» и «Острова» — ещё до его выхода обеспечили «Элизиуму» успех, появившись на радио «Серебряный дождь», которое назвало группу «Лучшим нижегородским исполнителем 2001 года», и добившись высоких позиций в хит-параде «Чартова дюжина» на общероссийском «Нашем радио». В то время, как альбом «Домой!» позволил группе получить известность за пределами родного Нижнего Новгорода, выпуск альбома «Все острова!» сделал «Элизиум» одним из передовых исполнителей панк-рока в России.

## История записи
Несмотря на известность в родном Нижнем Новгороде, которую «Элизиум» обрёл с выпуском дебютного альбома «Домой!» («Не моя любовь») 1998 года, в 2000 году с июля по декабрь группа резко прервала свою активность.
| Мы превратились в то, что называют в «каждой бочке затычка». Движения дальше уже не было никакого, игра в местных рок-героев уже не тешила, мы перекормили собой город и начинали вызывать у него рвотную реакцию. Такое же чувство возникало у нас по отношению к нему. Мы взяли и на всё забили (как оказалось, почти на полтора года). <...> За это время мы пересмотрели своё отношение ко многим вещам, кардинально перетрясли состав группы, спокойно подготовились и сели в студию записывать новый альбом... — Дмитрий Кузнецов, бас-гитарист и основатель «Элизиума». |

Изменения в составе группы Дмитрий Кузнецов планировал ещё при выходе дебютного альбома. К 2000 году группу покинули вокалист Дмитрий Данилин, вокалистка и гитаристка Екатерина Зудина и гитарист Дмитрий Калёнов. С того момента Александр Телехов стал основным вокалистом группы, а в 2001—2002 году с ним на пару пел Юрий Девятов, после занявшийся собственным музыкальным проектом. С записью нового альбома был связан уход ещё одного участника «Элизиума» — барабанщика Игоря Тарасова, играющего в группе с 1997 года. Произошло это в конце 2001 года, когда альбом «Все острова!» ещё не был записан, но был завершён в творческом плане. По словам группы, из-за «необоснованной упёртости» Игоря Тарасова с ним стало нереально работать над новыми песнями. Тарасова сменил новый барабанщик Алексей Кузнецов, игравший в группе до 2015 года.
Группа «Элизиум» работала над своим вторым альбомом «Все острова!» в период весна — лето 2001 года. Многие композиции нового альбома ранее активно исполнялись группой на концертах — «Альпинист» (самая старая среди них), «Алкогольная», «Как бы всё?», а также песни «Как Ван Гог», «Не грусти!», «Острова». Короткую композицию «Оптимизм» группа записала как своего рода «песню-прикол»: она длится меньше минуты и является перезаписанным фрагментом старой песни «Люблю тебя!» (её концертная запись есть в альбоме «Глупый стёб, попса... и никаких революций!»). Название «Оптимизм» группа сочла более подходящим по смыслу. Новая песня «Сказка», которую «Элизиум» придумывал как ответ фэнтезийным песням группы «Король и Шут», почти год претерпевала различные варианты и изменения в тексте. Песня «Джа-zzz» была написана относительно давно, однако в какой-то момент «Элизиум» перестал исполнять её на концертах. Причиной тому, предполагает группа, был текст песни, написанный под впечатлением разрыва любовных отношений — такая грустная тема не вязалась с привычным репертуаром «Элизиума». Случайно вспомнив об этой песне через какое-то время, группа с удовольствием сыграла её и решила записать в альбом «Все острова!». Что до названия, то музыканты привыкли называть её «Джазом» ещё на репетициях, с незавершённым текстом — просто чтобы отличать эту песню от других. Для альбома были записаны две песни, посвящённые знаменитыми художникам — «Как Ван Гог» и «Как Гоген». Их авторство неслучайно принадлежит тогдашнему гитаристу «Элизиума» Сергею Сухонину, который увлекался изобразительным искусством и татуированием. Развивать эту тему в своих дальнейших песнях группа не планировала. Одним из увлечений участников «Элизиума» всегда было исполнение кавер-версий, и для альбома «Все острова!» группа решила записать кавер «Три белых коня» — любимую с детства песню из фильма «Чародеи». Песню «Весна/Соблазны» группа «Элизиум» придумала, подражая многочисленным исполнителям панк-рока, в репертуаре которых есть песни на весенние темы. «Реально, целый сборник замутить можно под этим названием, да под этой эгидой: мы как бы тоже решили не оставаться в стороне».
Поскольку «Элизиум» оплатил студии звукозаписи только 12 треков, участникам группы, после долгих колебаний, пришлось исключить из записи одну предполагаемую для нового альбома песню, которая могла занять место треков «Три белых коня» или «Сказка». Возможно, речь шла про «Песню о выборе профессии»: известно, что таковая писа́лась в преддверии выпуска второго альбома, однако так и не появилась ни на одном из релизов группы. В то время, как к осени 2001 года некоторые песни с нового альбома уже транслировались по нижегородскому радио, группа испытывала ту же проблему, что и с дебютным альбомом: поиск музыкального лейбла. Альбом «Все острова!» был записан, но ему были необходимы мастеринг, оформление и некоторые другие мероприятия. Через несколько месяцев, в начале 2002 года, «Элизиум» определился с выбором издателя и подписал контракт сразу на пять альбомов с ведущим инди-лейблом России FeeLee Records (альбом «Все острова!», однако, был единственным релизом группы на этом лейбле).

## О песнях

### Музыка
Хотя впоследствии музыка «Элизиума» сформировалась в смешанный стиль, который участники коллектива называют «космос-роком», у группы был период с конца 1999 года до начала 2001 года, когда её песни писались и исполнялись в стиле ска-панка. Когда «Элизиум» приступил к записи альбома «Все острова!», музыка группы начала развиваться уже в другом направлении. По словам лидера группы Дмитрия Кузнецова, в новом альбоме было приблизительно одинаковое количество песен в стиле ска-панка и поп-панка, смешанных с разного рода другими музыкальными жанрами, например, джаз и цыганская музыка. Музыку «Элизиума» характеризуют мелодичные, быстрые и энергичные композиции. Журналист и музыкант Вадим Демидов прежде всего обращает внимание на главный элемент в музыке «Элизиума» — духовые инструменты (труба и тромбон), звучащие в стиле советских ВИА — таких как, например, ВИА «Самоцветы». Духовые инструменты являются неотъемлемой частью всех композиций альбома «Все острова!» — за исключением песни «Сказка». Эту песню музыканты «Элизиума» намеренно старались сделать как можно проще, сведя до ритмичной гитарной музыки с сольным номером на синтезаторе.

### Тематика песен
Говоря о текстах песен «Элизиума», Вадим Демидов отмечает, что кавер-версия песни Е. Крылатого «Три белых коня» из фильма «Чародеи» появилась в альбоме не случайно:
«Именно Крылатов и задал эстетику „Элизиума“: детская лексика, романтический максимализм об руку с инфантилизмом и, конечно, тотальный скаутизм (так и видится, как „элизиумы“ в шортах цвета хаки лазают по сопкам и холмам)».
Сайт PunxNotDead, говоря о текстах песен, заключил, что «Все острова!» вышел истинно весенне-летним альбом. Альбом «Все острова!» охватывает разные темы и сюжеты, но все его песни объединяет романтический настрой, жизнерадостность и оптимизм. Своеобразную романтику, например, группа «Элизиум» видит в песне «Алкогольная» (ранее называемой «Ska для бухающих мальчиков»), где поётся о ночных прогулках с друзьями под спиртными напитками. Дмитрий Кузнецов называет стиль этой песни кабацким ска-панком. Чтобы создать настроение «замороченного разгильдяйства», в записи «Алкогольной» принимали участие скрипач и цыганский ансамбль.
В обзоре текстов «Элизиума» из публикации «Русская-рок поэзия» автор Денис Ступников считает, что песня «Про вертолёт» из альбома «Домой!» открывает целый цикл песен о «романтических профессиях», появившихся в альбоме «Все острова!». В песне «Альпинист», исполняемой с переходом из быстрого поп-панка в регги и обратно, Ступников углядел в словах «там альпинисты курят анашу» формальную дань культуре ска и регги, неотъемлемым атрибутом которой считается романтизация и мифологизация «природных» наркотиков. В этой же песне присутствует отсылка к американской панк-рок группе NOFX. Заглавная композиция альбома — песня о мореплавателях «Острова», которую группа «Элизиум» стала называть «Рок-песней с большой буквы» и считать своего рода гимном. Слова песни передают идею поиска — идею того, что в жизни человека может ждать впереди нечто новое и неизвестное. В записи этой песни приняла участие вокалистка Екатерина Зудина, покинувшая «Элизиум» несколькими годами ранее выпуска альбома. В альбоме есть песня «Как Гоген», посвящённая французскому художнику Полю Гогену. Подтекст этой песни — желание уйти от повседневной жизни и тяга к экзотическим местам. «Я уеду, как Гоген, на остров на Таити. Убегу отсюда прочь — живите как хотите» — эти слова напрямую ссылаются на биографию Гогена, который действительно провёл последние годы на Таити, сбежав от остального мира.
Присутствует самоироничная песня «Как бы всё?» с распространённой для панк-коллективов темой о помыслах бросить своё творчество. В то же время, текст песни является более личным для её автора, Дмитрия Кузнецова, который нередко задавался вопросами, стоит ли променивать размеренную жизнь, карьеру и семью на участие в панк-группе. В отношении музыки «Как бы всё?» вышла наиболее «тяжёлой» композицией в альбоме «Все острова!». Андрей Шабаев, занимавшийся мастерингом альбома, сказал о ней: «Какой-то метал сделали из песни». Пример весёлой композиции с грустным текстом — песня «Не грусти!» про осенне-зимнюю депрессию (изначально песня писа́лась под названием «Осень»). Эта тема актуальна для «Элизиума», чьи участники придерживаются «солнечного образа жизни», поэтому в припеве «Не грусти!» поётся о том, что «дождь не может длиться бесконечно» и «зима не будет злиться вечно». Тема весны в альбоме также присутствует — в песне «Весна/Соблазны»: её настроение передаётся через текст про сексуальные обострения, свойственные для этого времени года. «Весна/Соблазны» стала единственной песней в альбоме, в которой присутствует ненормативная лексика — по словам группы, избежать её при таком настрое не удалось.

## Выпуск альбома
Некоторые записанные песни альбома «Все острова!» увидели свет ещё до его выпуска. В 2001 году, начиная с мая, несколько песен дебютировало на разных музыкальных сборниках: «Как Гоген» («Типа панки и всё такое! Vol. 4», FeeLee Records), «Не грусти!» (Punk Rock Foreva 2, «Лаборатория звука») и «Как бы всё?» (Otsosi, «Квадра Рекордс»). В этом же году в нижегородском вещании радио «Серебряный дождь» появились ещё три песни — «Острова», «Три белых коня» и «Альпинист». Позже, в январе 2002 года песня «Три белых коня» дебютировала в общероссийском эфире «Нашего радио», а следом за ней появились композиции «Острова» и «Не грусти!».
Интернет-премьера песни «Три белых коня» состоялась 24 января 2002 года на официальном сайте группы «Элизиум». 1 февраля 2002 года на сайте «Элизиума» была также представлена песня «Острова». Обе песни были доступны для свободной загрузки в MP3.

### Презентация
К началу февраля «Элизиум» анонсировал дату выхода своего второго альбома. «Все острова!» были выпущены независимым лейблом FeeLee Records на компакт-дисках и аудиокассетах 1 марта 2002 года. Сразу же после выхода альбома «Элизиум» отправился в свой первый концертный тур по Центральной России, презентуя «Все острова!» с 6 по 10 марта в городах Санкт-Петербург, Москва, Тверь, Ярославль и Нижний Новгород соответственно. Как и в случае с первым альбомом «Домой!», выпуск второго альбома «Элизиума» состоялся в один день с выпуском нового альбома дружественной группы «Тараканы!», в связи с чем панк-коллективы провели концертный тур вместе; с ними также выступила группа «Приключения Электроников», а в Москве, Санкт-Петербурге и Нижнем Новгороде на сцене в качестве специальных гостей появился японский панк-коллектив Sobut. Летом «Элизиум» выступил на рок-фестивалях «Окна открой!», «Нашествие 2002» и панк-фестивале в московском парке Горького.
«Апофеозом тура» музыкальный портал KM.RU назвал презентацию 7 марта в московском клубе «Точка», отличившуюся беспорядками на проведённом концерте. Когда настал выход «Элизиума», ещё даже не начавшего играть, толпа слушателей принялась лезть на сцену к группе. Охранник клуба, сгонявший их вниз, в результате вступил в конфликт с одним из разгневанных слушателей. Дмитрий Спирин из «Тараканов!», присутствующий в это время на сцене с «Элизиумом», решил по-своему представить группу, запустив в зал пару бутылок с водой (одна из которых попала в глаз автора статьи на KM.RU). В перерыве между песнями, вокалист «Элизиума» Александр Телехов призвал фанатов к допустимому стэйдж-дайвингу, однако те всё равно нашли повод затеять драку с охраной. Так как администрация клуба потеряла контроль над происходящим, генеральный продюсер FeeLee Records и организатор концертного тура Игорь Тонких вызвался сам подняться на сцену и прервал выступление на 10—15 минут за то, что посетители клуба злоупотребили стэйдж-дайвингом, который впоследствии был запрещён. На перерыве автор статьи на KM.RU увидел, как разъярённая толпа избивает человека, ответственного за конфликт с охранником.

### Альбом в «Русской рок-поэзии»
В преддверии выхода альбома «Все острова!» в сборнике «Русская рок-поэзия. Текст и контекст» №5, выпущенном Уральским педагогическим университетом, появилась публикация музыкального журналиста Дениса Ступникова, посвящённая текстам песен группы «Элизиум». Публикация затрагивала как уже выпущенные песни группы, так и тексты нового альбома. В ней были обрисованы история «Элизиума», написание песен, комментарии к ним и разночтения между их звучащими и печатными вариантами. Сам сборник вышел ограниченным тиражом в 300 экземпляров, однако часть из них была обязательно передана музыкантам «Элизиума» во время их мартовского приезда в Москву. Музыканты «Элизиума» с удивлением и иронией отнеслись к своей теме в публикации, исследующей актуальные течения рок-музыки в России. «Вот в одной из последних выпущенных ими книг вышла эта самая научно-исследовательская работа над лирикой нашей группы. Я бы сказал даже научно-фантастическая. Мы никогда не подозревали наличие какого-то иного смысла в своих песнях и что мы, оказывается, на самом деле имели в виду...».

### Переиздание
В середине августа 2004 года на официальном сайте группы «Элизиум» появилась новость о том, что не так давно в продажу поступило переиздание альбома «Все острова!». Права на распространение альбома в ближайшие несколько лет перешли другому лейблу — «АиБ Records», с которым у группы завелось длительное сотрудничество. Новое издание отличается лишь несколькими незначительными изменениями в обложке альбома. К названию «Все острова!» на ней был добавлен новый логотип «Элизиума» — «рок-череп» с костями.

## Отзывы и критика

### Радио и хит-парады
Альбом «Все острова!» принёс группе «Элизиум» настоящий успех ещё до своего выхода. Появившись в вещании радио «Серебряный дождь», песни «Острова», «Три белых коня» и «Альпинист» поочерёдно удерживали первые позиции в хит-параде «Серебряная пуля», который был проведён среди исполнителей современной музыки Нижнего Новгорода с февраля по октябрь 2001 года. В результате, по итогам хит-парада «Элизиум» занял первое место среди пяти музыкальных коллективов, получивших звание «Лучший нижегородский исполнитель 2001 года».
Но апогея группа «Элизиум» достигла, когда её песни «Три белых коня», «Острова» и «Не грусти!» появились в московском эфире «Нашего радио». На радио также попали три другие нижегородские группы, но судьба «Элизиума» сложилась удачливее всех. В начале января 2002 года песня «Три белых коня» появилась в хит-параде «Чартова дюжина», где спустя неделю занимала 12-е место. С февраля песня «Три белых коня» находилась уже на 7-й позиции хит-парада — по словам портала KM.RU, это был небывалый случай для немосковского и непитерского коллектива. Песня более двух месяцев занимала лидирующие позиции «Чартовой дюжины», в итоге достигнув 4-го места. Журнал Fuzz пишет, что последующий радио-хит «Острова», окончательно расставил точки над «i»: «„Элизиум“ прорвался, став первой нижегородской рок-группой 90-х, которая заявила о себе в масштабах страны».

### Критика альбома
Последовавший релиз альбома «Все острова!» позволил группе «Элизиум» стать одним из лидеров российской панк-рок сцены, наравне с коллективами «Тараканы!» и «НАИВ».
Автор рецензии сайта PunxNotDead поставил альбом «Все острова!» в пример тому, каким должен быть настоящий панк-рок — весёлым, быстрым, мелодичным и, в первую очередь, поднимающим настроение. «Согласитесь, чернухи в нашей жизни и так более чем достаточно, так зачем же ещё больше себя вгонять в депрессию?». По словам журналиста и лидера рок-группы «Хроноп» Вадима Демидова, панки обожают петь на темы, которые им знакомы не понаслышке — особенно на тему пьянства, и песня «Алкогольная», с которой начинается альбом «Все острова!», не является исключением. Однако после неё, пишет Демидов, музыканты «Элизиума» будто бы впадают в летаргический сон, где их одолевает «солнечный образ жизни», совсем не свойственный панк-культуре. Сравнивая звучание духовых инструментов со стилем старых советских ВИА, Демидов назвал группу «Элизиум» первооткрывателем стиля «ВИА-панк», а его отличительными чертами — изрядное количество мажора в музыкальных гармониях и «щенячий оптимизм», не всписывающийся в историю русского рока. Оба рецензента уделили внимание аранжировкам в песнях «Элизиума». Автор рецензии на PunxNotDead назвал их мелодичными и разнообразными, Вадим Демидов — осмысленными и местами изобретательными. «У группы даже хватает смелости менять на протяжении песни темп и ритмику» (Демидов).
Дмитрий Бебенин с музыкального сайта «Звуки.Ру» считает, что примитивное качество записи в случае альбома «Все острова!» не должно вызывать нареканий, поскольку более лучшее звучание могло бы только помешать восприятию «естественного» творчества группы. Парный вокал Александра Телехова и Юрия Девятова, по словам рецензента, звучит нетехнично, но открыто и естественно — создавая тем самым образ «обаятельных хулиганов». Рецензент А. Протасов из «Музыкальной газеты» критикует, по большей части, не песни альбома «Все острова!», а его заявленную принадлежность стилю ска-панк. По мнению Протасова, мода российских групп играть ска имела мало общего с историческими исполнителями этого жанра. Ему песни «Элизиума» скорее напоминают смесь из «Браво» и «Леприконсов», продолжающую традиции русской авторской музыки. Ещё до выхода альбома «Все острова!» Протасова удивило, что песня «Как Гоген» впервые появилась не иначе как на сборнике панк-музыки. «Если вы хотите найти под обложкой „Всех островов!“ то, что в панк-энциклопедиях называется ска-панком, то вы разочаруетесь. Его там нет. Любителям же „Леприконсов“, „Бипланов“ и прочих модных перцев — добро пожаловать! Рекомендуется для массового исполнения у костра и у подъезда».
В июне 2002 года, по прошествии трёх месяцев с момента выпуска «Всех островов!», на официальном сайте «Элизиума» для слушателей группы было открыто голосование на лучшие и худшие песни альбома. По результатам на ноябрь 2002 года, чуть более 500 проголосовавших в среднем отметили лучшими песнями «Как бы всё?», «Альпинист», «Острова», «Не грусти!», «Алкогольная»; худшими — «Как Гоген», «Джа-zzz», «Весна/Соблазны», «Как Ван Гог», «Алкогольная».

## Список композиций
Все тексты написаны Сергеем Сухониным, Дмитрием Кузнецовым и Михаилом Макарычевым (трек 4 — текст Л. Дербенёва), вся музыка написана Сергеем Сухониным и Дмитрием Кузнецовым (трек 4 — музыка Е. Крылатова).
| №   | Название                                           | Длительность |
| --- | -------------------------------------------------- | ------------ |
| 1.  | «Алкогольная»                                      | 3:38         |
| 2.  | «Альпинист»                                        | 2:23         |
| 3.  | «Острова»                                          | 3:21         |
| 4.  | «Три белых коня» (кавер песни из фильма «Чародеи») | 2:26         |
| 5.  | «Сказка»                                           | 3:22         |
| 6.  | «Как Гоген»                                        | 3:27         |
| 7.  | «Как бы всё?»                                      | 2:11         |
| 8.  | «Как Ван Гог»                                      | 2:52         |
| 9.  | «Оптимизм»                                         | 0:58         |
| 10. | «Не грусти!»                                       | 2:38         |
| 11. | «Джа-zzz»                                          | 4:33         |
| 12. | «Весна/Соблазны»                                   | 2:47         |

| №   | Название                           | Длительность |
| --- | ---------------------------------- | ------------ |
| 13. | «Про вертолёт» (1999)              | 3:27         |
| 14. | «Ska для кислотных девочек» (1999) | 2:58         |

## Участники записи
| Исполнители - Дмитрий Кузнецов — бас-гитара; - Сергей Сухонин — гитара; - Александр Телехов — вокал; - Юрий Девятов — вокал; - Александр Комаров — труба; - Сергей Тремасов — тромбон; - Игорь Тарасов — барабаны. Сессионные участники - Цыганский ансамбль Марины Соловьёвой — бэк-вокал (треки 1, 4); - Максим Поведский — скрипка (трек 1); - Максим Сазонов † — клавишные (треки 2, 5); - Андрей Крупинов — труба (треки 1, 3, 4, 6, 7, 10); - Екатерина «Кэтиш» Зудина — бэк-вокал (трек 3); - Андрей Шабаев — бэк-вокал и перкуссия (трек 3). | Производство - Запись — Максим Созонов † , студия «Тонмейстер» (Нижний Новгород); - Сведение — Максим Созонов (треки 2, 5—12), совместно с Андреем Шабаевым (треки 1, 3, 4); - Мастеринг — Андрей Шабаев, «Сделай some студия» (Москва); - Финансирование — Николай Зевакин; - Продюсирование — Дмитрий Кузнецов; - Обложка — Дмитрий Кузнецов (идея), Роман Докукин (дизайн). |